# Нокија
Нокија (фин. Nokia) је град у Финској у округу Пирканска земља. Према процени из 2006. у граду је живело 29.740 становника.

## Становништво
Према процени, у граду је 2006. живело 29.740 становника.
| 1990.  | 2000.  |
| ------ | ------ |
| 26.063 | 26.905 |